# Pandemia di COVID-19 in Malawi
Il primo caso della pandemia di COVID-19 in Malawi è stato confermato il 2 aprile 2020.

## Antefatti
Il 12 gennaio 2020, l'Organizzazione mondiale della sanità (OMS) ha confermato che un nuovo coronavirus era la causa di una nuova infezione polmonare che aveva colpito diversi abitanti della città di Wuhan, nella provincia cinese dell'Hubei, il cui caso era stato portato all'attenzione dell'OMS il 31 dicembre 2019.
Sebbene nel tempo il tasso di mortalità del COVID-19 si sia rivelato decisamente più basso di quello dell'epidemia di SARS che aveva imperversato nel 2003, la trasmissione del virus SARS-CoV-2, alla base del COVID-19, è risultata essere molto più ampia di quella del precedente virus del 2003, ed ha portato a un numero totale di morti molto più elevato.
Il 5 maggio 2023, l'Organizzazione mondiale della sanità dichiara ufficialmente la fine della pandemia.

## Cronistoria
Il presidente Peter Mutharika ha confermato i primi tre casi di COVID-19 nel paese il 2 aprile. Le tre persone contagiate erano in particolare una cittadina malawese di origine asiatica che era da poco tornata dall'India, il suo compagno e la loro domestica.
Il giorno dopo è stato poi confermato un nuovo caso, in cui il malato era un cittadino da poco rientrato dal Regno Unito, e anche il quinto caso, registrato il 5 aprile, riguardava una persona rientrata dal Regno Unito: si trattava di una donna che, alcune settimane prima, era stata anche in quarantena e che purtroppo è morta il 7 aprile, diventando la prima vittima del COVID-19 in Malawi. I casi si sono poi via via susseguiti, trattandosi sia di persone che erano state a contatto con i contagiati nel paese (è il caso di un trentaquattrenne che era stato a contatto con i primi contagiati confermati e che è stato trovato positivo l'8 aprile), sia di persone di ritorno da altri paesi, come il Regno Unito e il Sudafrica.
L'8 aprile si è registrato un fatto decisamente grave di isteria collettiva, in cui gli abitanti di una piccola comunità hanno assalito e ucciso due cittadini mozambicani entrati nel paese, ferendone un terzo, convinti che le vittime fossero andate in Malawi appositamente per diffondere il virus.

## Andamento dei contagi
| Data | Data       |  | Numero di casi | Numero di morti |
| --- | ---------- |  | -------------- | --------------- |
| 02-04-2020 | 02-04-2020 |  | 3(N.D.)        |                 |
| 03-04-2020 | 03-04-2020 |  | 4(+33%)        |                 |
| 04-04-2020 | 04-04-2020 |  | 4(=)           |                 |
| 05-04-2020 | 05-04-2020 |  | 5(+25%)        |                 |
| 06-04-2020 | 06-04-2020 |  | 8(+60%)        |                 |
| 07-04-2020 | 07-04-2020 |  | 8(=)           | 1(N.D.)         |
| 08-04-2020 | 08-04-2020 |  | 8(=)           | 1(=)            |
| 09-04-2020 | 09-04-2020 |  | 9(+12%)        | 1(=)            |
| 10-04-2020 | 10-04-2020 |  | 12(+33%)       | 1(=)            |
| 11-04-2020 | 11-04-2020 |  | 13(+8,3%)      | 2(+100%)        |
| 12-04-2020 | 12-04-2020 |  | 13(=)          | 2(=)            |
| 13-04-2020 | 13-04-2020 |  | 16(+23%)       | 2(=)            |
| ⋮ | ⋮          |  | 16(=)          | 2(=)            |
| 17-04-2020 | 17-04-2020 |  | 17(+6,2%)      | 2(=)            |
| 18-04-2020 | 18-04-2020 |  | 17(=)          | 2(=)            |
| ⋮ | ⋮          |  | 17(=)          | 2(=)            |
| 22-04-2020 | 22-04-2020 |  | 23(+35%)       | 2(=)            |
| 23-04-2020 | 23-04-2020 |  | 33(+43%)       | 3(+50%)         |
| ⋮ | ⋮          |  | 33(=)          | 3(=)            |
| 26-04-2020 | 26-04-2020 |  | 34(+3%)        | 3(=)            |
| 27-04-2020 | 27-04-2020 |  | 36(+5,9%)      | 3(=)            |
| 28-04-2020 | 28-04-2020 |  | 36(=)          | 3(=)            |
| 29-04-2020 | 29-04-2020 |  | 36(=)          | 3(=)            |
| 30-04-2020 | 30-04-2020 |  | 37(+2,8%)      | 3(=)            |
| 01-05-2020 | 01-05-2020 |  | 37(=)          | 3(=)            |
| 02-05-2020 | 02-05-2020 |  | 38(+2,7%)      | 3(=)            |
| 03-05-2020 | 03-05-2020 |  | 39(+2,6%)      | 3(=)            |
| 04-05-2020 | 04-05-2020 |  | 41(+5,1%)      | 3(=)            |
| ⋮ |            |  |                |                 |
| 20-05-2020 | 20-05-2020 |  | 71(N.D.)       | 3(N.D.)         |
| 21-05-2020 | 21-05-2020 |  | 72(+1,4%)      | 3(=)            |
| 22-05-2020 | 22-05-2020 |  | 82(+14%)       | 3(=)            |
| 23-05-2020 | 23-05-2020 |  | 82(=)          | 3(=)            |
| 24-05-2020 | 24-05-2020 |  | 83(+1,2%)      | 4(+33%)         |
| 25-05-2020 | 25-05-2020 |  | 101(+22%)      | 4(=)            |
| 26-05-2020 | 26-05-2020 |  | 101(=)         | 4(=)            |
| 27-05-2020 | 27-05-2020 |  | 101(=)         | 4(=)            |
| 28-05-2020 | 28-05-2020 |  | 203(+101%)     | 4(=)            |
| 29-05-2020 | 29-05-2020 |  | 273(+34%)      | 4(=)            |
| 30-05-2020 | 30-05-2020 |  | 279(+2,2%)     | 4(=)            |
| 31-05-2020 | 31-05-2020 |  | 284(+1,8%)     | 4(=)            |
| 01-06-2020 | 01-06-2020 |  | 336(+18%)      | 4(=)            |
| 02-06-2020 | 02-06-2020 |  | 358(+6,5%)     | 4(=)            |
| 03-06-2020 | 03-06-2020 |  | 369(+3,1%)     | 4(=)            |
| 04-06-2020 | 04-06-2020 |  | 393(+6,5%)     | 4(=)            |
| 05-06-2020 | 05-06-2020 |  | 409(+4,1%)     | 4(=)            |
| 06-06-2020 | 06-06-2020 |  | 409(=)         | 4(=)            |
| 07-06-2020 | 07-06-2020 |  | 438(+7,1%)     | 4(=)            |
| 08-06-2020 | 08-06-2020 |  | 438(=)         | 4(=)            |
| 09-06-2020 | 09-06-2020 |  | 443(+1,1%)     | 4(=)            |
| 10-06-2020 | 10-06-2020 |  | 455(+2,7%)     | 4(=)            |
| 11-06-2020 | 11-06-2020 |  | 481(+5,7%)     | 4(=)            |
| 12-06-2020 | 12-06-2020 |  | 481(=)         | 4(=)            |
| 13-06-2020 | 13-06-2020 |  | 529(+10%)      | 5(+25%)         |
| 14-06-2020 | 14-06-2020 |  | 547(+3,4%)     | 6(+20%)         |
| 15-06-2020 | 15-06-2020 |  | 555(+1,5%)     | 6(=)            |
| 16-06-2020 | 16-06-2020 |  | 564(+1,6%)     | 6(=)            |
| 17-06-2020 | 17-06-2020 |  | 572(+1,4%)     | 6(=)            |
| 18-06-2020 | 18-06-2020 |  | 592(+3,5%)     | 8(+33%)         |
| 19-06-2020 | 19-06-2020 |  | 620(+4,7%)     | 8(=)            |
| 20-06-2020 | 20-06-2020 |  | 730(+18%)      | 11(+38%)        |
| 21-06-2020 | 21-06-2020 |  | 749(+2,6%)     | 11(=)           |
| 22-06-2020 | 22-06-2020 |  | 803(+7,2%)     | 11(=)           |
| 23-06-2020 | 23-06-2020 |  | 848(+5,6%)     | 11(=)           |
| 24-06-2020 | 24-06-2020 |  | 941(+11%)      | 11(=)           |
| 25-06-2020 | 25-06-2020 |  | 960(+2%)       | 12(+9,1%)       |
| 26-06-2020 | 26-06-2020 |  | 1 005(+4,7%)   | 13(+8,3%)       |
| 27-06-2020 | 27-06-2020 |  | 1 038(+3,3%)   | 13(=)           |
| 28-06-2020 | 28-06-2020 |  | 1 152(+11%)    | 13(=)           |
| 29-06-2020 | 29-06-2020 |  | 1 224(+6,2%)   | 13(=)           |
| 30-06-2020 | 30-06-2020 |  | 1 265(+3,3%)   | 16(+23%)        |
| 01-07-2020 | 01-07-2020 |  | 1 342(+6,1%)   | 16(=)           |
| 02-07-2020 | 02-07-2020 |  | 1 402(+4,5%)   | 16(=)           |
| 03-07-2020 | 03-07-2020 |  | 1 498(+6,8%)   | 16(=)           |
| 04-07-2020 | 04-07-2020 |  | 1 613(+7,7%)   | 17(+6,2%)       |
| 05-07-2020 | 05-07-2020 |  | 1 742(+8%)     | 19(+12%)        |
| 06-07-2020 | 06-07-2020 |  | 1 818(+4,4%)   | 19(=)           |
| 07-07-2020 | 07-07-2020 |  | 1 864(+2,5%)   | 19(=)           |
| 08-07-2020 | 08-07-2020 |  | 1 940(+4,1%)   | 19(=)           |
| 09-07-2020 | 09-07-2020 |  | 1 986(+2,4%)   | 19(=)           |
| 10-07-2020 | 10-07-2020 |  | 2 069(+4,2%)   | 31(+63%)        |
| 11-07-2020 | 11-07-2020 |  | 2 261(+9,3%)   | 33(+6,5%)       |
| 12-07-2020 | 12-07-2020 |  | 2 364(+4,6%)   | 38(+15%)        |
| 13-07-2020 | 13-07-2020 |  | 2 430(+2,8%)   | 39(+2,6%)       |
| 14-07-2020 | 14-07-2020 |  | 2 497(+2,8%)   | 40(+2,6%)       |
| 15-07-2020 | 15-07-2020 |  | 2 610(+4,5%)   | 40(=)           |
| 16-07-2020 | 16-07-2020 |  | 2 712(+3,9%)   | 51(+28%)        |
| 17-07-2020 | 17-07-2020 |  | 2 810(+3,6%)   | 55(+7,8%)       |
| 18-07-2020 | 18-07-2020 |  | 2 907(+3,5%)   | 59(+7,3%)       |
| 19-07-2020 | 19-07-2020 |  | 2 992(+2,9%)   | 63(+6,8%)       |
| 20-07-2020 | 20-07-2020 |  | 3 045(+1,8%)   | 67(+6,3%)       |
| 21-07-2020 | 21-07-2020 |  | 3 149(+3,4%)   | 71(+6%)         |
| 22-07-2020 | 22-07-2020 |  | 3 302(+4,9%)   | 76(+7%)         |
| 23-07-2020 | 23-07-2020 |  | 3 386(+2,5%)   | 84(+11%)        |
| 24-07-2020 | 24-07-2020 |  | 3 453(+2%)     | 86(+2,4%)       |
| 25-07-2020 | 25-07-2020 |  | 3 557(+3%)     | 94(+9,3%)       |
| 26-07-2020 | 26-07-2020 |  | 3 640(+2,3%)   | 99(+5,3%)       |
| 27-07-2020 | 27-07-2020 |  | 3 709(+1,9%)   | 103(+4%)        |
| 28-07-2020 | 28-07-2020 |  | 3 738(+0,78%)  | 103(=)          |
| 29-07-2020 | 29-07-2020 |  | 3 858(+3,2%)   | 107(+3,9%)      |
| 30-07-2020 | 30-07-2020 |  | 3 981(+3,2%)   | 109(+1,9%)      |
| 31-07-2020 | 31-07-2020 |  | 4 078(+2,4%)   | 114(+4,6%)      |
| 01-08-2020 | 01-08-2020 |  | 4 186(+2,6%)   | 120(+5,3%)      |
| 02-08-2020 | 02-08-2020 |  | 4 231(+1,1%)   | 123(+2,5%)      |
| 03-08-2020 | 03-08-2020 |  | 4 273(+0,99%)  | 123(=)          |
| 04-08-2020 | 04-08-2020 |  | 4 347(+1,7%)   | 128(+4,1%)      |
| 05-08-2020 | 05-08-2020 |  | 4 426(+1,8%)   | 136(+6,2%)      |
| 06-08-2020 | 06-08-2020 |  | 4 491(+1,5%)   | 137(+0,74%)     |
| 07-08-2020 | 07-08-2020 |  | 4 575(+1,9%)   | 137(=)          |
| 08-08-2020 | 08-08-2020 |  | 4 624(+1,1%)   | 143(+4,4%)      |
| 09-08-2020 | 09-08-2020 |  | 4 658(+0,74%)  | 146(+2,1%)      |
| 10-08-2020 | 10-08-2020 |  | 4 674(+0,34%)  | 146(=)          |
| 11-08-2020 | 11-08-2020 |  | 4 714(+0,86%)  | 152(+4,1%)      |
| 12-08-2020 | 12-08-2020 |  | 4 752(+0,81%)  | 152(=)          |
| 13-08-2020 | 13-08-2020 |  | 4 912(+3,4%)   | 153(+0,66%)     |
| 14-08-2020 | 14-08-2020 |  | 4 988(+1,5%)   | 156(+2%)        |
| 15-08-2020 | 15-08-2020 |  | 5 026(+0,76%)  | 157(+0,64%)     |
| 16-08-2020 | 16-08-2020 |  | 5 072(+0,92%)  | 161(+2,5%)      |
| 17-08-2020 | 17-08-2020 |  | 5 125(+1%)     | 162(+0,62%)     |
| 18-08-2020 | 18-08-2020 |  | 5 193(+1,3%)   | 163(+0,62%)     |
| 19-08-2020 | 19-08-2020 |  | 5 240(+0,91%)  | 164(+0,61%)     |
| 20-08-2020 | 20-08-2020 |  | 5 282(+0,8%)   | 165(+0,61%)     |
| 21-08-2020 | 21-08-2020 |  | 5 322(+0,76%)  | 166(+0,61%)     |
| 22-08-2020 | 22-08-2020 |  | 5 382(+1,1%)   | 168(+1,2%)      |
| 23-08-2020 | 23-08-2020 |  | 5 414(+0,59%)  | 168(=)          |
| 24-08-2020 | 24-08-2020 |  | 5 419(+0,09%)  | 169(+0,6%)      |
| 25-08-2020 | 25-08-2020 |  | 5 423(+0,07%)  | 170(+0,59%)     |
| 26-08-2020 | 26-08-2020 |  | 5 474(+0,94%)  | 173(+1,8%)      |
| 27-08-2020 | 27-08-2020 |  | 5 496(+0,4%)   | 173(=)          |
| 28-08-2020 | 28-08-2020 |  | 5 523(+0,49%)  | 174(+0,58%)     |
| 29-08-2020 | 29-08-2020 |  | 5 528(+0,09%)  | 174(=)          |
| 30-08-2020 | 30-08-2020 |  | 5 536(+0,14%)  | 175(+0,57%)     |
| 31-08-2020 | 31-08-2020 |  | 5 566(+0,54%)  | 175(=)          |
| 01-09-2020 | 01-09-2020 |  | 5 576(+0,18%)  | 175(=)          |
| 02-09-2020 | 02-09-2020 |  | 5 579(+0,05%)  | 175(=)          |
| 03-09-2020 | 03-09-2020 |  | 5 593(+0,25%)  | 175(=)          |
| 04-09-2020 | 04-09-2020 |  | 5 608(+0,27%)  | 175(=)          |
| 05-09-2020 | 05-09-2020 |  | 5 611(+0,05%)  | 175(=)          |
| 06-09-2020 | 06-09-2020 |  | 5 614(+0,05%)  | 175(=)          |
| 07-09-2020 | 07-09-2020 |  | 5 621(+0,12%)  | 176(+0,57%)     |
| 08-09-2020 | 08-09-2020 |  | 5 630(+0,16%)  | 176(=)          |
| 09-09-2020 | 09-09-2020 |  | 5 653(+0,41%)  | 176(=)          |
| 10-09-2020 | 10-09-2020 |  | 5 655(+0,04%)  | 176(=)          |
| 11-09-2020 | 11-09-2020 |  | 5 669(+0,25%)  | 177(+0,57%)     |
| 12-09-2020 | 12-09-2020 |  | 5 678(+0,16%)  | 177(=)          |
| 13-09-2020 | 13-09-2020 |  | 5 690(+0,21%)  | 177(=)          |
| 14-09-2020 | 14-09-2020 |  | 5 697(+0,12%)  | 178(+0,56%)     |
| 15-09-2020 | 15-09-2020 |  | 5 701(+0,07%)  | 178(=)          |
| 16-09-2020 | 16-09-2020 |  | 5 704(+0,05%)  | 178(=)          |
| 17-09-2020 | 17-09-2020 |  | 5 711(+0,12%)  | 179(+0,56%)     |
| 18-09-2020 | 18-09-2020 |  | 5 716(+0,09%)  | 179(=)          |
| 19-09-2020 | 19-09-2020 |  | 5 718(+0,03%)  | 179(=)          |
| 20-09-2020 | 20-09-2020 |  | 5 731(+0,23%)  | 179(=)          |
| 21-09-2020 | 21-09-2020 |  | 5 733(+0,03%)  | 179(=)          |
| 22-09-2020 | 22-09-2020 |  | 5 739(+0,1%)   | 179(=)          |
| 23-09-2020 | 23-09-2020 |  | 5 746(+0,12%)  | 179(=)          |
| 24-09-2020 | 24-09-2020 |  | 5 747(+0,02%)  | 179(=)          |
| 25-09-2020 | 25-09-2020 |  | 5 764(+0,3%)   | 179(=)          |
| 26-09-2020 | 26-09-2020 |  | 5 766(+0,03%)  | 179(=)          |
| 27-09-2020 | 27-09-2020 |  | 5 768(+0,03%)  | 179(=)          |
| 28-09-2020 | 28-09-2020 |  | 5 770(+0,03%)  | 179(=)          |
| 29-09-2020 | 29-09-2020 |  | 5 772(+0,03%)  | 179(=)          |
| 30-09-2020 | 30-09-2020 |  | 5 773(+0,02%)  | 179(=)          |
| 01-10-2020 | 01-10-2020 |  | 5 779(+0,1%)   | 179(=)          |
| 02-10-2020 | 02-10-2020 |  | 5 783(+0,07%)  | 179(=)          |
| 03-10-2020 | 03-10-2020 |  | 5 783(=)       | 179(=)          |
| 04-10-2020 | 04-10-2020 |  | 5 786(+0,05%)  | 179(=)          |
| 05-10-2020 | 05-10-2020 |  | 5 794(+0,14%)  | 180(+0,56%)     |
| 06-10-2020 | 06-10-2020 |  | 5 796(+0,03%)  | 180(=)          |
| 07-10-2020 | 07-10-2020 |  | 5 803(+0,12%)  | 180(=)          |
| 08-10-2020 | 08-10-2020 |  | 5 809(+0,1%)   | 180(=)          |
| 09-10-2020 | 09-10-2020 |  | 5 813(+0,07%)  | 180(=)          |
| 10-10-2020 | 10-10-2020 |  | 5 821(+0,14%)  | 180(=)          |
| 11-10-2020 | 11-10-2020 |  | 5 821(=)       | 180(=)          |
| 12-10-2020 | 12-10-2020 |  | 5 824(+0,05%)  | 180(=)          |
| 13-10-2020 | 13-10-2020 |  | 5 827(+0,05%)  | 181(+0,56%)     |
| 14-10-2020 | 14-10-2020 |  | 5 829(+0,03%)  | 181(=)          |
| 15-10-2020 | 15-10-2020 |  | 5 836(+0,12%)  | 181(=)          |
| 16-10-2020 | 16-10-2020 |  | 5 842(+0,1%)   | 181(=)          |
| 17-10-2020 | 17-10-2020 |  | 5 852(+0,17%)  | 181(=)          |
| 18-10-2020 | 18-10-2020 |  | 5 857(+0,09%)  | 181(=)          |
| 19-10-2020 | 19-10-2020 |  | 5 860(+0,05%)  | 181(=)          |
| 20-10-2020 | 20-10-2020 |  | 5 861(+0,02%)  | 182(+0,55%)     |
| 21-10-2020 | 21-10-2020 |  | 5 864(+0,05%)  | 183(+0,55%)     |
| 22-10-2020 | 22-10-2020 |  | 5 874(+0,17%)  | 183(=)          |
| 23-10-2020 | 23-10-2020 |  | 5 885(+0,19%)  | 183(=)          |
| 24-10-2020 | 24-10-2020 |  | 5 887(+0,03%)  | 183(=)          |
| 25-10-2020 | 25-10-2020 |  | 5 890(+0,05%)  | 183(=)          |
| 26-10-2020 | 26-10-2020 |  | 5 894(+0,07%)  | 183(=)          |
| 27-10-2020 | 27-10-2020 |  | 5 897(+0,05%)  | 183(=)          |
| 28-10-2020 | 28-10-2020 |  | 5 904(+0,12%)  | 184(+0,55%)     |
| 29-10-2020 | 29-10-2020 |  | 5 916(+0,2%)   | 184(=)          |
| 30-10-2020 | 30-10-2020 |  | 5 923(+0,12%)  | 184(=)          |
| 31-10-2020 | 31-10-2020 |  | 5 930(+0,12%)  | 184(=)          |
| 01-11-2020 | 01-11-2020 |  | 5 932(+0,03%)  | 184(=)          |
| 02-11-2020 | 02-11-2020 |  | 5 933(+0,02%)  | 184(=)          |
| 03-11-2020 | 03-11-2020 |  | 5 934(+0,02%)  | 184(=)          |
| 04-11-2020 | 04-11-2020 |  | 5 934(=)       | 184(=)          |
| 05-11-2020 | 05-11-2020 |  | 5 940(+0,1%)   | 184(=)          |
| 06-11-2020 | 06-11-2020 |  | 5 942(+0,03%)  | 184(=)          |
| 07-11-2020 | 07-11-2020 |  | 5 948(+0,1%)   | 184(=)          |
| 08-11-2020 | 08-11-2020 |  | 5 951(+0,05%)  | 184(=)          |
| 09-11-2020 | 09-11-2020 |  | 5 953(+0,03%)  | 185(+0,54%)     |
| 10-11-2020 | 10-11-2020 |  | 5 953(=)       | 185(=)          |
| 11-11-2020 | 11-11-2020 |  | 5 955(+0,03%)  | 185(=)          |
| 12-11-2020 | 12-11-2020 |  | 5 958(+0,05%)  | 185(=)          |
| 13-11-2020 | 13-11-2020 |  | 5 962(+0,07%)  | 185(=)          |
| 14-11-2020 | 14-11-2020 |  | 5 964(+0,03%)  | 185(=)          |
| 15-11-2020 | 15-11-2020 |  | 5 965(+0,02%)  | 185(=)          |
| 16-11-2020 | 16-11-2020 |  | 5 971(+0,1%)   | 185(=)          |
| 17-11-2020 | 17-11-2020 |  | 5 995(+0,4%)   | 185(=)          |
| 18-11-2020 | 18-11-2020 |  | 5 998(+0,05%)  | 185(=)          |
| 19-11-2020 | 19-11-2020 |  | 6 002(+0,07%)  | 185(=)          |
| 20-11-2020 | 20-11-2020 |  | 6 003(+0,02%)  | 185(=)          |
| 21-11-2020 | 21-11-2020 |  | 6 003(=)       | 185(=)          |
| 22-11-2020 | 22-11-2020 |  | 6 003(=)       | 185(=)          |
| 23-11-2020 | 23-11-2020 |  | 6 009(+0,1%)   | 185(=)          |
| 24-11-2020 | 24-11-2020 |  | 6 017(+0,13%)  | 185(=)          |
| 25-11-2020 | 25-11-2020 |  | 6 018(+0,02%)  | 185(=)          |
| 26-11-2020 | 26-11-2020 |  | 6 020(+0,03%)  | 185(=)          |
| 27-11-2020 | 27-11-2020 |  | 6 024(+0,07%)  | 185(=)          |
| 28-11-2020 | 28-11-2020 |  | 6 025(+0,02%)  | 185(=)          |
| 29-11-2020 | 29-11-2020 |  | 6 025(=)       | 185(=)          |
| 30-11-2020 | 30-11-2020 |  | 6 028(+0,05%)  | 185(=)          |
| 01-12-2020 | 01-12-2020 |  | 6 028(=)       | 185(=)          |
| 02-12-2020 | 02-12-2020 |  | 6 040(+0,2%)   | 185(=)          |
| 03-12-2020 | 03-12-2020 |  | 6 043(+0,05%)  | 185(=)          |
| 04-12-2020 | 04-12-2020 |  | 6 047(+0,07%)  | 185(=)          |
| 05-12-2020 | 05-12-2020 |  | 6 049(+0,03%)  | 185(=)          |
| 06-12-2020 | 06-12-2020 |  | 6 051(+0,03%)  | 185(=)          |
| 07-12-2020 | 07-12-2020 |  | 6 051(=)       | 185(=)          |
| 08-12-2020 | 08-12-2020 |  | 6 051(=)       | 186(+0,54%)     |
| 09-12-2020 | 09-12-2020 |  | 6 051(=)       | 186(=)          |
| 10-12-2020 | 10-12-2020 |  | 6 053(+0,03%)  | 186(=)          |
| 11-12-2020 | 11-12-2020 |  | 6 055(+0,03%)  | 186(=)          |
| 12-12-2020 | 12-12-2020 |  | 6 063(+0,13%)  | 186(=)          |
| 13-12-2020 | 13-12-2020 |  | 6 066(+0,05%)  | 187(+0,54%)     |
| 14-12-2020 | 14-12-2020 |  | 6 070(+0,07%)  | 187(=)          |
| 15-12-2020 | 15-12-2020 |  | 6 080(+0,16%)  | 187(=)          |
| 16-12-2020 | 16-12-2020 |  | 6 091(+0,18%)  | 187(=)          |
| 17-12-2020 | 17-12-2020 |  | 6 138(+0,77%)  | 187(=)          |
| 18-12-2020 | 18-12-2020 |  | 6 148(+0,16%)  | 187(=)          |
| 19-12-2020 | 19-12-2020 |  | 6 153(+0,08%)  | 187(=)          |
| 20-12-2020 | 20-12-2020 |  | 6 161(+0,13%)  | 187(=)          |
| 21-12-2020 | 21-12-2020 |  | 6 202(+0,67%)  | 187(=)          |
| 22-12-2020 | 22-12-2020 |  | 6 248(+0,74%)  | 187(=)          |
| 23-12-2020 | 23-12-2020 |  | 6 261(+0,21%)  | 187(=)          |
| 24-12-2020 | 24-12-2020 |  | 6 277(+0,26%)  | 187(=)          |
| 25-12-2020 | 25-12-2020 |  | 6 339(+0,99%)  | 187(=)          |
| 26-12-2020 | 26-12-2020 |  | 6 343(+0,06%)  | 188(+0,53%)     |
| 27-12-2020 | 27-12-2020 |  | 6 354(+0,17%)  | 188(=)          |
| 28-12-2020 | 28-12-2020 |  | 6 377(+0,36%)  | 188(=)          |
| 29-12-2020 | 29-12-2020 |  | 6 388(+0,17%)  | 188(=)          |
| 30-12-2020 | 30-12-2020 |  | 6 471(+1,3%)   | 189(+0,53%)     |
| 31-12-2020 | 31-12-2020 |  | 6 583(+1,7%)   | 189(=)          |
| 01-01-2021 | 01-01-2021 |  | 6 684(+1,5%)   | 191(+1,1%)      |
| Fonte - Ministry Of Health and Population-Malawi. Covid 19 National Information Dashboard. - Ultimo aggiornamento: 01.01.2021, 18:00 GMT |            |  |                |                 |

## Risposta del governo
Nonostante non ci fossero stati casi confermati prima del 2 di aprile, già da diverso tempo prima il governo malawese aveva dichiara la pandemia di COVID-19 un'emergenza nazionale. Sin dalla seconda metà di marzo furono quindi messe in pratica alcune misure di sicurezza, incluso il divieto di creare assembramenti di più di 100 persone in luoghi come chiese e stadi o a funzioni come matrimoni e funerali. Inoltre, a partire dal 23 marzo sono state chiuse tutte le scuole, sia pubbliche che private. Il presidente ha inoltre disposto che fossero sospesi meeting internazionali di qualunque tipo su suolo malawese, vietando a ogni dipendente pubblico di prendere parte a convegni sia nazionali che internazionali, e il governo ha poi invitato i malawesi residenti all'estero tornati in Malawi e i cittadini rientrati da viaggi all'estero a mettersi in quarantena, isolandosi dalla comunità.
Dopo la conferma dei primi quattro casi, Mutharika ha deciso di istituire nuove misure di contenimento, ancora più restrittive, sospendendo ogni tipo di convegno e conferenza nonché ogni assembramento in generale. Inoltre, nel tentativo di decongestionare le carceri del paese, il presidente ha chiesto ai centri correzionali nazionali di fornire al ministero della sicurezza interna una lista di prigionieri, sia maggiorenni che minorenni, che stessero scontando una pena per reati lievi o, in caso di reati di media gravità, che avessero scontato una buona parte della loro condanna. Altre misura hanno poi incluso la diminuzione dei prezzi del carburante, l'eliminazione di una tassa sul turismo volta a supportare appunto l'industria del turismo e l'eliminazione di una tassa di residenza per medici e operatori sanitari stranieri. Il ministero del tesoro è stato inoltre invitato dal presidente a ridurre del 10% lo stipendio dello stesso presidente, dei membri del suo gabinetto e dei vice-ministri per un periodo di tre mesi, in modo da dirigere più risorse alla lotta all'epidemia di COVID-19. All'agenzia delle entrate del Malawi è stato poi chiesto di aprire una finestra di conformità fiscale volontaria per un periodo di sei mesi in modo da consentire ai contribuenti con arretrati di adempiere ai propri obblighi fiscali. Infine, Mutharika ha chiesto a tutti gli uffici del paese che non svolgano funzioni indispensabili di scaglionare il lavoro su turni, in modo da non congestionare i luoghi di lavoro.